# 舊斯科莫羅希
49°14′47″N 24°47′6″E / 49.24639°N 24.78500°E
舊斯科莫羅希（烏克蘭語：Старі Скоморохи），是烏克蘭西部的村莊，隸屬伊萬諾-弗蘭科夫斯克州的伊萬諾-弗蘭科夫斯克區。該村面積10.6平方公里，2001年人口246，人口密度每平方公里23.2人。